# Last Train Home (игра)
Last Train Home — компьютерная игра в жанре стратегия в реальном времени, разработанная студией Ashborne Games. Релиз игры состоялся 28 ноября 2023 года для Windows. 

## Игровой процесс
Last Train Home — компьютерная игра в жанре стратегия в реальном времени с элементами выживания. Игрок управляет поездом и группой чехословацких солдат, которым предстоит преодолеть Россию с запада на восток. Действия игры происходят во время Гражданской войны в России, поэтому на пути поезда солдатам встречаются различные препятствия. Игроку необходимо обеспечивать отряд продовольствием, топливом и снарядами, а также учитывать степень здоровья членов отряда и выбирать для заданий его членов, опираясь на их способности. Часто отряду приходится сражаться с превосходящими численностью врагами, что мотивирует игрока использовать различные тактики, такие как скрытность, взрывчатка или вызов артиллерии для уравнения шансов.

## Сюжет
История рассказывает о группе солдат Чехословацкого корпуса во время Гражданской войны в России. После Первой мировой войны солдаты союзнического Чехословацкого корпуса оказались заперты в России и вынуждены отправиться в Европу длинным путём через Сибирь во Владивосток по Транссибирской магистрали, чтобы вернуться домой. Игрок управляет отрядом чехословацких солдат, едущих на таком поезде через всю Россию.

## Разработка и выпуск
Игра находилась в разработке с 2020 года. Об этом стало известно 11 июня 2023 года во время PC Gaming Show 2023. В игре принял участие чешский актёр Карел Добрый, сыгравший военного врача Франтишека Лангера. Rock, Paper, Shotgun до релиза написал, что Last Train Home вдохновлена Frostpunk и Company of Heroes.
Единственное дополнение Legion Tales, где присутствовало 10 новых миссий, было выпущено 1 февраля 2024 года.

## Критика
| Сводный рейтинг       | Сводный рейтинг |
| Агрегатор             | Оценка          |
| --------------------- | --------------- |
| Metacritic            | 80/100 (PC)     |
| OpenCritic            | 79/100          |
| «Критиканство»        | 62/100          |
| Иноязычные издания    |                 |
| Издание               | Оценка          |
| Eurogamer             | [ 14 ]          |
| GameStar              | 83/100          |
| PC Gamer (US)         | 79/100          |
| Shacknews             | 9/10            |
| Русскоязычные издания |                 |
| Издание               | Оценка          |
| GameMAG.ru            | 5/10            |
| GoHa.Ru               | «Середняк»      |
| «Игромания»           | 7/10            |

Last Train Home получила в основном положительные отзывы на сайтах Metacritic и OpenCritic. Рецензенты отметили интересное сочетание механик игрового процесса, многочисленные детали, атмосферу и персонажей. Не все критики оценили размеренный темп событий. Кроме того, игра оказалась довольно сложной, в первую очередь её рекомендовали любителям и знатокам стратегии в реальном времени. Во время прохождения не было замечено никаких технических проблем. Игроки упомянули о недостатках тактической части и «клюкве» в сюжете. Сайт Games.cz указал, что игра встретила неприятие со стороны русских и китайских пользователей Steam: «Легион, который грабил и убивал мирное население во время Гражданской войны в России, представлен нейтральным и принципиальным, тогда как Красная Армия напоминает невменяемых убийц». Однако, Ashborne Games чётко заявляла, что это парафраз, вдохновлённый лишь историческими событиями. С одной стороны, разочарование российских игроков понятно. Автор статьи вспомнил о возмущении, когда Голливуд изображал Чехию как европейскую страну сутенёров и спекулянтов с русским акцентом, а также если чехов сразу принимали за Польшу или Чечню. С другой стороны, кажется несколько ироничной ситуация, когда Россия посредством своей глобальной политики показала в последние годы, что трактует историю так, как ей заблагорассудится.
В августе 2024 года прокуратура Санкт-Петербурга подала иск о запрете игры из-за возбуждения ненависти к солдатам Красной Армии в годы Гражданской войны, противостояния «традиционным ценностям российского общества», а также формирования у детей «ощущения ложности подаваемой информации из различных источников» и стремления «совершать жестокие игровые действия». Росбалт пишет, что тем самым прокуратура сделала Last Train Home отличную рекламу. Таким образом об этом узнают больше людей, и эффект будет диаметрально противоположным. Возникает вопрос, все ли в курсе, что «в стране, где большая часть ПО и цифрового контента — пиратские, что-то запретить в интернете нереально?». Сложно представить, как с точки зрения юристов, которые должны следить за соблюдением закона, историческая компьютерная игра может подорвать традиционные ценности. Во многих других западных выпусках, например, серии Call of Duty, врагами являются русские. В итоге получается «странная и нелогичная избирательность», «внимание почему-то приковано именно к малоизвестной инди-игре о событиях 100-летней давности, где от лица чехов повествуется о Чехословацком корпусе». 22 августа 2024 года Октябрьский районный суд Санкт-Петербурга оставил административный иск прокуратуры без рассмотрения по причине того, что «не представлены доказательства в подтверждение изложенного в экспертизе».
Петр Коларж, исполнительный директор Ashborne Games, прокомментировал для Радио Прага, что с самого начала разработчики обратились к историкам, собрали и изучили всю возможную документацию, пытались сделать так, чтобы «игра изображала войну не в чёрно-белых тонах, а в оттенках серого». В целом вышла рассказанная Франтишеком Лангером история возвращения домой, с чем сталкивается игрок в роли молодого капитана. Главный фактор, на который ориентировались создатели, — возрастной рейтинг. Last Train Home предназначается для лиц от шестнадцати лет и старше. С другой стороны, «война никогда не бывает приятной», там можно увидеть массовые захоронения и резню. Но Коларж подчеркнул, что это не должно влиять на детей, поскольку им не следует покупать подобные вещи.
«Последний поезд», на котором путешествует главный герой, является вымышленным. Коларж заметил, что взгляды чешских и российских историков на один и тот же вопрос могут не совпадать, подобное расхождение и вызвало недовольство властей. «Возвращение домой — это ведь классический сюжет мировой культуры, который встречается ещё в „Одиссее“ Гомера», — сказал директор компании. «Несмотря на то, что по сюжету игры красноармейцы — главные противники, игрок попадает и в ситуации, где он может помочь семье красноармейца, который просит довезти его семью до больницы». Военная форма генерала Морозова выглядит комично, что можно считать грубым «ляпом», либо ясным намёком на компьютерную игру, а не на историческую реконструкцию (в Красной армии в то время не было генеральских званий). Коларж называет Морозова выдуманным персонажем, напоминающим своим чрезмерно агрессивным поведением злодея из комиксов. Руководитель Ashborne Games допускает, что именно зловещий образ красного командира мог стать причиной обвинений со стороны прокуратуры или СПбГУ, проводившего оценку, в однобоком отображении событий и искажении исторических фактов. Но по мере развития сюжета проблемы противостояния белых и красных отходят на второй план, игрокам необходимо  сосредоточиться на самом поезде: проехать через морозную Сибирь, следить за личным составом и техникой, решать непростые задачи, взаимодействовать с жителями разных городов. С позиции разработчиков, война — не только физическое противостояние, но также страдания и трудности мирного населения и комбатантов. Чем дольше прохождение, тем чаще приходится сталкиваться с моральными дилеммами и сложным выбором. Игра не о том, «что существует враг, которого вы должны победить», а о том, «как пройти огромный путь со множеством испытаний и наконец вернуться на родину». Радио «Свобода» заключает, что чехи связывают обвинения в оккупации в годы Гражданской войны с «общей атмосферой в сегодняшней России, где благодаря официальной пропаганде вновь популярными становятся советские версии многих исторических событий. Вероятно, история с компьютерной игрой Last Train Home — из той же серии».

### Награды
11 декабря 2024 года Last Train Home получила премию Czech Game Awards 2023 в номинациях «игра года» и «приз зрительских симпатий».